# Centro de Biologia Marinha da Universidade de São Paulo
O Centro de Biologia Marinha da Universidade de São Paulo (CEBIMar/USP) é um instituto especializado da USP destinado à pesquisa na área de biologia marinha. Outras unidades da USP (como IB, IO, FFCLRP e ESALQ) e outras universidades nacionais e estrangeiras utilizam a estrutura do CEBIMar para desenvolvimento de suas pesquisas e atividades de ensino e extensão.

## História
A Fundação Instituto de Biologia Marinha (IBM) foi criada em 14 de fevereiro de 1955, seus estatutos sendo aprovados pelo Conselho Universitário da USP. Os membros fundadores da instituição foram: Paulo Sawaya, Erasmo G. Mendes, Domingos Valente, George A. Edwards, João Paiva Carvalho, além do então Reitor José Mello Morais e do Diretor da Faculdade de Filosofia, Ciências e Letras, Eurípedes Simões de Paula. Para a implantação das primeiras instalações, laboratório e residência, foram obtidos recursos junto à USP, Conselho Nacional de Pesquisas (CNPq), Fundação Rockefeller e Governo do Estado.
Desde o início de sua existência, o IBM proporcionou condições para que cientistas de todo o país e do exterior realizassem suas pesquisas, e ministrou inúmeros cursos regulares de biologia marinha. Para melhor cumprir suas finalidades, entretanto, foi proposta a transferência do IBM para a Universidade, o que acabou ocorrendo em 17 de dezembro de 1962 pelo Decreto 41-222. No início da década de 1970 as instalações do Instituto de Biologia Marinha (IBMar) foram ampliadas, com a construção de um novo alojamento, auditório e biblioteca, e reforma da cozinha e refeitório.
Em 24 de setembro de 1980 o IBMar foi transformado em Centro Inter-unidades e denominado Centro de Biologia Marinha (CEBIMar), devido à alterações no Estatuto (Decreto 52.326; 16/dez/69) e Regimento Geral da Universidade de São Paulo (Decreto 52.906; 27/mar/72).
Uma nova modificação no Regimento Geral da USP, aprovado em 19 de outubro de 1990, passou a considerar o CEBIMar como um dos seus Órgãos de Integração, constituindo um Instituto Especializado, juntamente com o Centro de Energia Nuclear na Agricultura (CENA), Instituto de Eletrotécnica e Energia (IEE), Instituto de Estudos Avançados (IEA) e Instituto de Estudos Brasileiros (IEB).
Os planos de se construir um novo laboratório, especialmente planejado para esse fim, acalentado desde a década de 1970, foi finalmente concretizado em 1993. Mesmo reduzido a cerca de 1/3 da área inicialmente planejada, esse edifício proporcionou substancial melhora na infraestrutura laboratorial do CEBIMar, permitindo a realização de um número maior de projetos científicos e melhores condições para realização de experimentos e manutenção de equipamentos.

## Localização
O CEBIMar está localizado no município de São Sebastião, no litoral do estado de São Paulo. O espaço ocupado por ele, bem como suas adjacências, se constituem em área de proteção ambiental, sendo proibida a pesca ou coleta de quaisquer organismos. O Centro tem acesso direto às praias do Cabelo Gordo (ou Cabelo Gordo de Dentro) e do Segredo (ou Cabelo Gordo de Fora).

## Missão
Além da pesquisa científica avançada nas áreas de botânica, fisiologia, ecologia e zoologia de organismos marinhos, o CEBIMar também ministra disciplinas optativas para cursos de graduação e pós-graduação da USP e cursos de extensão universitária (cursos livres).

## Extensão

### CEBIMários
O Programa de Seminários do CEBIMar – CEBIMários – divulga os resultados dos projetos de pesquisa apoiados pelo Centro e dissemina conhecimentos das áreas de Ciências Marinhas em geral. Os vídeos dos seminários estão disponíveis no canal do YouTube do Cebimar.

### Cifonauta

Turritopsis nutricula (acervo do Cifonauta)

O banco de imagens Cifonauta contém uma grande variedade de fotos e vídeos provenientes de atividades científicas em biologia marinha. As imagens possuem classificação taxonômica, estágio de vida, habitat e outras informações que permitem navegar de maneira intuitiva e didática. O acervo foi concebido como forma de aproveitar materiais não publicados, que foram acumulados ao longo de pesquisas. . 